# تشارلز لانغ
تشارلز لانغ (بالإنجليزية: Charles Lang)‏ هو مصور سينمائي وكاتب سيناريو أمريكي، ولد في 27 مارس 1901 في بلوف في الولايات المتحدة، وتوفي في 3 أبريل 1998 في سانتا مونيكا في الولايات المتحدة بسبب مرض.

## وصلات خارجية
- تشارلز لانغ على موقع IMDb (الإنجليزية)
- تشارلز لانغ على موقع ألو سيني (الفرنسية)
- تشارلز لانغ على موقع أول موفي (الإنجليزية)
- تشارلز لانغ على موقع قاعدة بيانات الأفلام السويدية (السويدية)
- تشارلز لانغ على موقع قاعدة بيانات الفيلم (الإنجليزية)
- تشارلز لانغ على موقع كينوبويسك (الروسية)